# Insomnie
Insomnia este o tulburare de somn în care oamenii au probleme cu adormirea. Ei pot avea dificultăți în a adormi sau a sta adormiți pe durata de timp dorită. Insomnia este în mod tipic urmată de somnolență în timpul zilei, energie scăzută, iritabilitate și stare depresivă. Poate avea ca rezultat un risc crescut de coliziuni cu vehiculul, precum și probleme de concentrare și învățare. Insomnia poate avea durată scurtă, durând zile și săptămâni, sau durată lungă, de mai mult de o lună.
Insomnia poate avea loc în mod independent sau ca urmare a altei probleme. Condiții care pot avea ca rezultat insomnia sunt stresul psihologic, durerea cronică, insuficiența cardiacă, hipertiroidismul, pirozisul, sindromul picioarelor neliniștite, menopauza, anumite medicații și droguri precum cofeina, nicotina și alcoolul. Alți factori de risc sunt schimburile de noapte la serviciu și apneea în somn. Diagnosticul se bazează pe obiceiurile de somn și o examinare pentru a se cunoaște cauzele fundamentale. Un studiu al somnului poate fi făcut în încercarea de a se afla tulburările de somn care stau la bază. Evaluarea poate fi făcută cu două întrebări: „experimentați dificultăți în a dormi?” și „aveți dificultăți în a adormi sau a sta adormit?”
Igiena somnului și schimbări ale stilului de viață sunt în mod tipic primul tratament pentru insomnie. Igiena somnului include o oră de culcare consistentă, expunere la lumina soarelui, o cameră liniștită și întunecată și exerciții regulate. Terapia cognitiv-comportamentală poate fi adăugată la acestea. În timp ce pilulele de somn pot ajuta, acestea sunt asociate cu traume, demență și dependență de substanțe psihotrope. Aceste medicații nu sunt recomandate pentru mai mult de patru sau cinci săptămâni. Eficiența și siguranța medicinei alternative este neclară.
Între 10% și 30% din adulți au insomnie la orice punct din timp și până la jumătate din oameni au insomnie într-un an dat. Aproximativ 6% din oameni au insomnie care nu este cauzată de altă problemă și durează mai mult de o lună. Persoanele cu vârsta mai mare de 65 sunt afectate mai ades decât cei tineri. Femeile sunt mai des afectate decât bărbații. Descrieri ale insomniei există cel puțin din timpul Greciei antice.

## Semne și simptome
Simptomele insomniei:

Potențiale complicații ale insomniei.

- Dificultate de adormire, inclusiv dificultate în a găsi o poziție confortabilă de dormit
- Trezirea în timpul nopții, cu incapacitate de a readormi și trezire devreme
- Incapacitate de a se concentra pe sarcini zilnice, dificultăți de memorare
- Somnolență în timpul zilei, iritabilitate, depresie sau anxietate
- A se simți obosit sau a avea energie scăzută în timpul zilei [15]
- Probleme de concentrare
- A fi iritabil, a acționa agresiv sau impulsiv.

Insomnia la începutul somnului este dificultatea de a adormi la începutul nopții, fiind adesea un simptom al tulburărilor de anxietate. Sindromul fazei de somn întârziate poate fi diagnosticat greșit ca insomnie, în acest caz debutul somnului este amânat până mult mai târziu decât e normal, iar trezirea are loc în orele zilei.
Este obișnuit pentru pacienții care au dificultăți în a adormi să aibă parte de treziri nocturne cu dificultăți în a se întoarce la somn. Două treimi din acești pacienți se trezesc în mijlocul nopții, iar mai mult de jumătate au probleme în a se întoarce la somn după trezirea de la mijlocul nopții.
Trezirea dimineața devreme este o trezire care are loc mai devreme (cu mai mult de 30 de minute) decât se dorește cu incapacitatea de a se reîntoarce al somn și înainte ca timpul total de somn să atingă 6.5 ore. Trezirea dimineața devreme este adesea o trăsătură a depresiei. Simptomele de anxietate pot destul de bine să ducă la insomnie. Unele dintre aceste simptome sunt încordarea, îngrijorarea compulsivă cu privire la viitor, a se simți suprastimulat și a supraanaliza evenimentele din trecut.

### Calitate slabă a somnului
Calitatea slabă a somnului poate avea loc ca urmare a, de exemplu, sindromului picioarelor de neliniștite, apneei de somn sau a depresiei majore. Calitatea slabă a somnului este definită ca stare în care individul nu atinge stadiul 3 al somnului, care are proprietăți fortifiante.
Depresia majoră duce la alterări ale funcției axei HPA, cauzând producere excesivă de cortizol, ceea ce poate duce la calitate slabă a somnului.
Poluția nocturnă, excesiva urinare în timpul nopții pot fi foarte deranjante pentru somn.

### Subiectivitate
Anumite cazuri de insomnie nu sunt cu adevărat insomnie în sensul tradițional al cuvântului, întrucât oamenii care percep greșit starea lor de somn adesea dorm o perioadă normală de timp.  Problema este că, deși dorm mai multe ore în fiecare noapte și în mod tipic nu experimentează somnolență semnificativă în timpul zilei sau alte simptome de pierdere a somnului, ei nu se simt de parcă ar fi dormit mult, ci mai deloc.  Deoarece percepția lor cu privire la somnul lor este incompletă, în mod greșit cred că le ia anormal de mult timp să adoarmă și subestimează lungimea timpului în care sunt adormiți.

## Cauze
Simptomele insomniei pot fi cauzate sau asociate cu: 
- Utilizarea de substanțe psihoactive (precum stimulanții), inclusiv anumite medicații, ierburi, cofeina, nicotina, cocaina, amfetaminele, metilfenidatul, aripiprazolul, MDMA, modafinilul sau consumul excesiv de alcool.[23]
- Consumul sau retragerea de la consumul de alcool sau de alte sedative, precum substanțele anti-anxietate și pentru somn precum benzodiazepinele.[23]
- Consumul sau retragerea de la consumul de alinator de suferință precum opioidele.[23]
- Tratamentul chirurgical anterior al toracelui.
- Boală cardiovasculară.[24]
- Deviația de sept și tulburări respiratorii nocturne.[25]
- Sindromul picioarelor neliniștite, care poate cauza insomnie la început de somn din cauza senzațiilor de disconfort și nevoia de a mișca picioarele și alte părți ale corpului pentru a liniști aceste senzații.[26]
- Tulburarea de mișcare periodică a membrelor (PLMD), care are loc în timpul somnului și poate cauza suscitări de care cel ce doarme nu-și dă seama.[27]
- Durerea,[28] o traumă sau o condiție care cauzează durere îl poate face pe un individ să nu-și găsească o poziție confortabilă în care să adoarmă și în plus îl poate face să se trezească.
- Schimburi hormonale precum cele care preced menstruația și cele din timpul menopauzei.[29]
- Evenimente din viață precum frica, stresul anxietatea, încordarea emoțională sau mentală, problemele de serviciu, stresul financiar, nașterea unui copil și decesul unei persoane dragi.[26]
- Probleme gastrointestinale precum arsura la stomac (pirozisul) sau constipația.[30]
- Tulburări mentale ca tulburarea bipolară, depresia clinică, tulburarea de anxietate generalizată, tulburarea de stres posttraumatic, schizofrenia, tulburarea obsesiv-compulsivă, demența[31]:326 și ADHD.[32]
- Perturbări ale ritmului circadian, precum schimburile de serviciu și oboseala cauzată de decalajul de fus orar, pot cauza incapacitatea de a dormi în anumite momente ale zilei și somnolență excesivă în alte momente din zi. Dereglările cronice ale ritmului circadian se caracterizează prin simptome similare.[23]
- Anumite tulburări neurologice, leziuni ale creierului sau o istorie medicală cu traume ale creierului.[33]
- Condiții medicale precum hipertiroidismul și artrita reumatoidă.[34]
- Abuzul de substanțe non-prescrise sau prescrise care ajută somnului (substanțe sedative sau depresive) pot produce reapariția insomniei.[23]
- Igiena săracă a somnului, e.g., zgomotele sau consumul excesiv de cofeină.[23]
- O condiție genetică rară poate cauza o formă de insomnie bazată pe prioni, permanentă și eventual fatală numită insomnie familiară fatală.[35]
- Exercițiul fizic. Insomnia indusă de exerciții este obișnuită în rândul atleților sub forma întârzierii începutului somnului.[36]
- Expunerea sporită la lumina albastră a surselor artificiale, precum telefoanele și computerele[37]
- Durerea cronică[38]
- Dorsalgia joasă[38]
- Astmul[38]

Studii ale somnului în care s-a utilizat polisomnografia sugerează că persoanele care au perturbări ale somnului au pe timp de noapte niveluri ridicate  de hormon adrenocorticotrop și cortizol circulant. De asemenea, au o rată metabolică ridicată, pe care nu o au persoanele care nu au insomnie, dar al căror somn a fost perturbat intenționat în timpul studiului făcute pe somn. Studiile făcute pe metabolismul creierului utilizându-se tomografia cu emisie de pozitroni (PET) indică că oamenii cu insomnie au mai mari rate metabolice noaptea și ziua. Rămâne întrebarea dacă aceste schimbări sunt cauze sau consecințe ale insomniei pe termen lung.

### Genetică
Se estimează că rolul factorului ereditar în insomnie variază între 38% la bărbați și 59% la femei. Un studiu de asociere pangenomică (GWAS) a identificat 3 loci și 7 gene care influențează riscul de insomnie și a arătat că insomnia este foarte poligenică. În particular, o puternică asociere pozitivă a observată în cazul genei MEIS1 atât la bărbați cât și la femei. Studiul a arătat că arhitectura genetică a insomniei se suprapune puternic cu tulburări psihiatrice și trăsături metabolice.
S-a emis ipoteza că epigenetica ar putea de asemenea să influențeze insomnia printr-un proces care controlează atât reglarea somnului cât și reacția creierului la stres care au un impact asupra plasticității creierului.

### Inducerea de către substanțe

#### Inducerea de către alcool
Alcoolul este adesea utilizat ca o formă de auto-tratament pentru insomnie în scopul inducerii somnului. Oricum, utilizarea alcoolului pentru inducerea somnului poate fi o cauză a insomniei. Utilizarea pe termen lung a alcoolului este asociată cu diminuarea stadiilor 3 și 4 de somn din NREM precum și cu suprimarea somnului REM și cu fragmentarea somnului REM. Mișcarea frecventă printre stadiile de somn are loc, cu treziri din cauza durerilor de cap, nevoii de a urina, deshidratării și transpirației excesive. Reculul de glutamină joacă de asemenea un rol atunci când cineva bea; alcoolul inhibă glutamina, unul dintre stimulanții naturali ai corpului. Când persoana încetează să bea, corpul încearcă să recâștige timpul pierdut prin producerea de mai multă glutamină decât are nevoie. Creșterea nivelurilor de glutamină stimulează creierul în timp ce consumatorul încearcă să doarmă, oprindu-l de la a atinge cele mai adânci niveluri de somn. Oprirea uzului cronic de alcool poate de asemenea duce la insomnie severă cu vise intense.   Din cauza abținerii de la consumul de alcool, somnul REM este în mod tipic excesiv ca parte a efectului de rebound.

#### Inducerea de către benzodiazepine
Asemenea alcoolului, benzodiazepinele, precum alprazolamul, clonazepamul, lorazepamul și diazepamul, sunt în mod obișnuit utilizate pentru a trata insomnia pe termen scurt, dar înrăutățesc somnul pe termen lung. În timp ce benzodiazepinele îi pot face pe oameni să doarmă, în timpul somnului, aceste substanțe perturbă arhitectura somnului: diminuează timpul de somn, întârzie începutul somnului REM și diminuează somnul cu unde lente (cea mai reconfortantă parte a somnului atât pentru energie cât și pentru dispoziție).

#### Inducerea de către opioide
Medicamentele opioide precum hidrocodona, oxicodona și morfina sunt utilizate pentru insomnia care este asociată cu durerea din cauza proprietăților analgezice și a efectelor hipnotice ale acestora. Opioidele pot fragmenta somnul și diminua REM și stadiul 2 al somnului. Având în vedere că produc analgezie și sedare, opioidele pot fi adecvate pentru pacienți atent selectați cu insomnie asociată cu durerea. Pe de altă parte, dependența de opioide poate duce la perturbări de somn pe termen lung.

### Factori de risc
Insomnia afectează persoane din toate grupele de vârstă, dar persoanele din următoarele grupe au mai mari șanse să dobândească insomnie:
- Indivizii mai în vârstă de 60 de ani
- Istorie de tulburări de sănătate mentală inclusiv depresia etc.
- Stresul emoțional
- Schimburi de noapte la serviciu
- Călătorii prin diferite fuse orare[3]
- A avea boli cronice precum diabetul, boala de rinichi, boli pulmonare, Alzheimer sau boli de inimă [49]
- Tulburări de utilizare a alcoolului sau a drogurilor
- Boala de reflux gastroesofagian
- Mult fumat
- Stresul de servici/lucru[50]

## Diagnostic
În medicină, insomnia este pe larg măsurată utilizându-se Scala de Insomnie Athens. Este măsurată utilizându-se opt parametri diferiți legați de somn, fiind în cele din urmă reprezentată de o scală completă care apreciază modelul de somn al individului.
Un specialist în somn calificat trebuie consultat pentru diagnosticarea oricărei tulburări de somn astfel încât să fie luate măsuri adecvate. Este necesar de verificat istoria medicală și de realizat o examinare fizică pentru a se exclude orice alte condiții care ar putea cauza insomnia. După ce orice alte condiții sunt excluse, trebuie făcută o istorie cuprinzătoare a somnului. Această istorie a somnului trebuie să includă obiceiuri de somn, medicamente (prescrise și neprescrise), consumul de alcool, nicotină și cofeină, bolile co-morbide și mediul de somn. Se poate utiliza un jurnal de somn pentru a se urmări obiceiurile de somn ale individului. În cadrul jurnalului trebuie menționate timpul de culcare, perioada totală de somn, timpul când începe somnul, numărul de treziri, utilizarea de medicații și senzațiile subiective care au loc dimineața. Jurnalul de somn poate fi înlocuit sau validat de uzul de actigrafie pentru pacientul extern timp de o săptămână sau mai mult, utilizându-se un dispozitiv non-invaziv care măsoară mișcările.
Angajații care se plâng de insomnie nu trebuie să utilizeze în mod obișnuit polisomnografia pentru a-și evalua tulburările de somn. Acest test poate fi indicat pentru pacienții cu simptome în plus pe lângă insomnie, inclusiv apneea de somn, obezitatea sau excesul foarte riscant de grăsime în faringe. De obicei, testul nu este necesar pentru a se face un diagnostic, iar insomnia în special în cazul lucrătorilor poate fi adesea tratată prin schimbarea programului de lucru pentru ca angajații să aibă suficient timp pentru somn și prin dezvoltarea igienei somnului.
Unii pacienți pot avea nevoie să facă un studiu de somn de o noapte pentru a determina dacă insomnia este prezentă. Un asemenea studiu va implica în mod obișnuit instrumente de evaluare inclusiv polisomnogramul și testul de latență multiplă a somnului. Specialiștii în medicina somnului sunt calificați să diagnosticheze din cadrul, în acord cu Clasificarea Internațională a Tulburărilor de Somn, a 81 de categorii de diagnostic de tulburări de somn. Pacienții cu anumite tulburări, inclusiv sindromul fazei de somn întârziate, sunt adesea diagnosticați greșit cu insomnie primară; când o persoană are probleme în a adormi și a se trezi la timpul dorit, dar are un tip de somn normal odată ce adoarme, cauza probabilă este o tulburare a ritmului circadian.
În multe cazuri, insomnia este co-morbidă cu alte boli, efecte adverse de la medicații sau o problemă psihologică. Aproximativ jumătate din toate diagnosticele de insomnie sunt în relație cu tulburări psihiatrice. În depresie în multe cazuri „insomnia trebuie văzută ca o condiție co-morbidă, mai degrabă decât una secundară;” insomnia în mod tipic precedă simptome psihiatrice. „În fapt, este posibil ca insomnia să reprezinte un risc semnificativ de dezvoltare a unei tulburări psihiatrice ulterioare.” Insomnia are loc la între 60% și 80% din oamenii cu depresie. Acest fapt ar putea fi cauzat în parte de tratamentul utilizat pentru depresie.
Determinarea cauzei nu este necesară pentru diagnostic.

### Criteriile DSM-5
Criteriile DSM-5 pentru insomnie sunt următoarele:
Plângeri preponderente de insatisfacție în legătură cu cantitatea sau calitatea somnului, asociate cu unul (sau mai multe) din următoarele simptome:
- Dificultăți în inițierea somnului. (La copii, aceasta se poate manifesta ca dificultate de inițiere a somnului fără intervenția părintelui sau a tutorelui.)
- Dificultăți de menținere a somnului, caracterizate prin treziri frecvente sau probleme de a adormi din nou după trezirile din somn. (La copii, aceasta se poate manifesta prin dificultăți de întoarcere la somn fără intervenția părintelui sau a tutorelui.)
- Trezirea dimineața devreme cu incapacitatea de a adormi din nou.

În plus,
- Perturbările somnului cauzează suferință semnificativă din punct de vedere clinic sau probleme pe plan social, ocupațional, educațional, academic, comportamental sau în alte domenii importante de activitate.
- Dificultățile de somn durează cel puțin 3 nopți pe săptămână.
- Dificultățile de somn sunt prezente cel puțin 3 luni.
- Dificultățile de somn au loc în ciuda oportunității adecvate pentru somn.
- Insomnia nu este mai bine explicată de și nu are loc exclusiv în timpul altei tulburări de adormire-trezire (e.g., narcolepsie, o tulburare de somn legată de respirație, o tulburare de adormire-trezire a ritmului circadian, o parasomnie).
- Insomnia nu este atribuită efectelor psihologice ale unei substanțe (e.g., abuz de droguri, medicație).
- Coexistența tulburărilor mentale și a condițiilor medicale nu explică adecvat problema insomniei.

### Tipuri
Insomnia poate fi clasificată ca tranzitorie, acută sau cronică.
1. Insomnia tranzitorie durează cel puțin o săptămână. Poate fi cauzată de o altă tulburare, de schimbări în mediul de somn, de timpul de somn, depresie severă sau de stres. Consecințele sale – somnolența și performanța psihomotorie subminată – sunt similare cu cele ale deprivării de somn.[59]
2. Insomnia acută este incapacitatea de a dormi bine în mod consistent o perioadă de mai puțin de o lună. Insomnia este prezentă atunci când există dificultăți de a iniția sau păstra somnul sau când somnul care este obținut este nereconfortant sau de calitate slabă. Aceste probleme au loc în ciuda existenței oportunităților și a circumstanțelor adecvate pentru somn și trebuie să aibă ca urmare probleme în activitatea zilnică.[60] Insomnia acută este de asemenea cunoscută ca insomnie pe termen scurt și insomnie în relație cu stresul.[61]
3. Insomnia cronică durează mai mult de o lună. Poate fi cauzată de altă tulburare. Persoanele cu niveluri înalte de hormoni de stres sau schimbări în nivelurile de citokine sunt mai înclinate decât altele să aibă insomnie cronică.[62] Efectele sale pot varia în funcție de cauze. Acestea pot fi epuizarea musculară, halucinații și/sau oboseala mentală. Insomnia cronică poate cauza diplopie.[59]

## Prevenție
Prevenția și tratamentul insomniei pot necesita o combinație între terapie cognitiv comportamentală, medicații și schimbări ale stilului de viață.
Printre practicile de stil de viață, a merge la culcare și a se scula la aceeași oră în fiecare zi pot crea un tipar stabil care poate ajuta la prevenirea insomniei. Se recomandă evitarea exercițiilor viguroase și a băuturilor cu cofeină în cele câteva ore de dinainte de culcare, pe când mai devreme pe parcursul zilei exercițiile pot fi benefice. Alte practici de dezvoltare a igienei somnului pot fi:
- Evitarea sau limitarea ațipelii pe parcursul zilei
- Tratarea durerii la ora de culcare
- Evitarea meselor largi, a băuturilor, alcoolului și a nicotinei înainte de culcare
- Găsirea de căi liniștitoare de relaxare în timpul adormirii, inclusiv utilizarea zgomotului alb
- A face dormitorul potrivit pentru somn prin a-l păstra întunecat, răcoros și liber de aparate precum ceasurile, telefonul celular sau televizorul
- A dormi cu o atitudine pozitivă [66]
- A face exerciții regulat
- A face activități relaxante înainte de culcare
- A utiliza patul numai pentru somn și sex
- A termina de verificat ora.

## Management
Se recomandă excluderea cauzelor medicale și psihologice înainte de a se decide tratamentul pentru insomnie. Odată ce acest lucru s-a făcut, terapia cognitiv comportamentală este în general tratamentul de primă linie. S-a constatat că este eficientă în cazul insomniei cronice. Efectele benefice, în contrast cu cele produse de medicații, pot dura destul de mult după terminarea terapiei.
Medicațiile sunt utilizate în principal pentru reducerea simptomelor de insomnie pe durată scurtă; rolul lor în managementul insomniei cronice rămâne neclar. Anumite tipuri de medicații ar putea fi utilizate. Mulți doctori nu recomandă a se baza pe pilule de somn prescrise pentru uz pe termen lung. De asemenea, este important de identificat și tratat alte condiții medicale care pot contribui la insomnie, precum depresia, problemele respiratorii și durerea cronică. Mulți oameni cu insomnie rămân insuficient tratați potrivit unor constatări din 2003.

### Strategii care nu au la bază medicația
Strategiile care nu au la bază medicația au eficiență comparabilă cu medicația hipnotică pentru insomnie și pot avea efecte de durată mai lungă. Medicația hipnotică este recomandată doar pentru uz pe termen scurt din cauza posibilității de dezvoltare a dependenței cu efecte rebound în urma întreruperii folosirii hipnoticelor sau a toleranței.
Strategiile care nu au la bază medicația furnizează evoluții cu durată lungă pentru insomnie și sunt recomandate ca strategie de management de primă linie și pe termen lung. Printre strategii sunt atenția la igiena somnului, controlul stimulilor, intervențiile comportamentale, terapia de restricție a somnului, intenția paradoxală, educația pacientului și terapia de relaxare. Anumite exemple sunt ținerea unui jurnal, limitarea timpului petrecut treaz în pat, practicarea tehnicilor de relaxare și păstrarea unei program regulat de somn și a unui timp regulat de trezire. Terapiile comportamentale pot asista pacientul în dezvoltarea noilor comportamente de somn pentru dezvoltarea calității somnului și consolidare. Terapia comportamentală poate include învățarea de obiceiuri sănătoase de somn pentru a ajuta la relaxarea somnului, utilizarea terapiei cu lumină pentru a ajuta alături de strategii de reducere a îngrijorării și reglarea ritmului circadian.
Muzica poate ameliora insomnia la adulți. Neurofeedback-ul și-a demonstrat eficiența în tratamentul insomniei cu evoluții în privința duratei precum și a calității somnului. Terapia de autoajutor (definită ca terapie psihologică care poate funcționa prin intermediul propriului sine) poate dezvolta calitatea somnului la adulții cu insomnie până la un grad mic sau moderat.
Terapia de control a stimulilor este un tratament pentru pacienții care s-au determinat să asocieze patul sau dormitul în general, cu o reacție negativă. Întrucât terapia de control a stimulilor implică urmarea de etape pentru a controla mediul de somn, uneori se face referire la ea în mod interschimbabil cu conceptul de igienă de somnului. Exemple de asemenea modificări de mediu sunt utilizarea patului numai pentru somn și sex, nu pentru activități precum cititul sau privitul televizorului; trezirea la aceeași oră în fiecare dimineață, inclusiv în weekend-uri; a merge la culcare numai când ești somnoros și când este o mare probabilitate că somnul va avea loc; a lăsa patul și a începe o activitate în alt loc dacă somnul nu începe în scurt timp de la culcare (aproximativ 20 de minute); a reduce energia și efortul subiectiv cheltuite în încercarea de a adormi; a se evita expunerea la lumină puternică în timpul orelor de noapte și a se elimina ațipelile din timpul zilei.
O componentă a terapiei de control a stimulilor constă în restricțiile de somn, o tehnică care urmărește să egaleze timpul petrecut în pat cu timpul petrecut adormit. Această tehnică implică menținerea unui program strict somn-trezire, dormindu-se doar în anumite perioade din zi cantități specifice de timp pentru a se induce o deprivare ușoară de somn. Tratamentul complet durează de obicei până la 3 săptămâni și implică a face pe cineva să doarmă doar o cantitate minimă de timp în funcție de capacitatea pacientului, iar apoi, dacă este capabil (adică, când eficiența somnului evoluează), să se crească această cantitate (~15 min) prin a se duce mai devreme la culcare, în același timp corpul încercând să-și reseteze ceasul intern de somn. Terapia cu lumină puternică, care este adesea utilizată pentru a-i ajuta pe cei care se scoală dimineața devreme să-și reseteze ciclul natural de dormit, poate fi de asemenea utilizată alături de terapia de restricție a somnului pentru a se consolida un nou program de sculare. Deși a aplica această tehnică cu consistență este dificil, ea poate avea un efect pozitiv asupra insomniei la pacienții motivați.
Intenția paradoxală este o tehnică cognitivă de reîncadrare unde persoana cu insomnie, în loc să încerce să adoarmă noaptea, face toate eforturile pentru a sta treaz (adică, în esență se oprește de la a adormi). O teorie care ar putea explica eficiența acestei metode este că întrucât subiectul nu se face pe sine în mod voluntar să adoarmă, acesta este scutit de anxietatea de performanță care apare în urma nevoii sau a dorinței de a adormi, care în mod normal este un act pasiv. S-a constatat că această tehnică reduce efortul de somn și anxietatea de performanță și de asemenea reduce aprecierea subiectivă a întârzierii începutului de somn și supraestimarea deficitului de somn (calitate întâlnită la mulți insomniaci).

#### Igiena somnului
Igiena somnului este un termen obișnuit pentru toate comportamentele care au legătură cu dezvoltarea unui somn bun. Aceste comportamente sunt utilizate ca bază a intervențiilor de somn și sunt ținta inițială a programelor de educație a somnului. Comportamente de acest fel sunt reducerea consumului de cofeină, nicotină și alcool, maximizarea regularității și eficienței episoadelor de somn, minimalizarea utilizării de medicației și a ațipirii pe parcursul zilei, facerea de exerciții fizice regulate și facilitarea unui mediu pozitiv pentru somn. Exercițiile pot fi de ajutor atunci când formează rutina de somn, dar nu trebuie făcute aproape de timpul de somn. Crearea unui mediu pozitiv pentru somn poate fi de asemenea de ajutor în reducerea simptomelor de insomnie. Pe a crea un mediu pozitiv pentru somn, cineva trebuie să dea la o parte de la vedere obiectele care cauzează îngrijorări sau gânduri deranjante.

#### Terapia cognitiv comportamentală
Există argumente că terapia cognitiv comportamentală (TCC) pentru insomnie este superioară pe termen lung benzodiazepinelor și nonbenzodiazepinelor în tratarea și managementul insomniei. În cadrul acestei terapii, pacienții sunt învățați să-și dezvolte obiceiurile de somn și să renunțe la idei contra-productive despre somn. Preconcepții și așteptări obișnuite care pot fi schimbate sunt 
1. așteptări nerealiste în privința somnului (e.g., Am nevoie de 8 ore de somn în fiecare noapte)
2. preconcepții despre cauzele insomniei (e.g., Am un dezechilibru chimic care îmi cauzează insomnie)
3. amplificarea consecințelor insomniei (e.g., Nu pot să fac nimic după un somn rău de noapte) și
4. anxietatea de performanță după încercarea îndelungată de a avea un somn bun de noapte prin controlarea procesului de somn.

Numeroase studii au constatat rezultate pozitive ale combinației dintre terapia cognitiv acomportamentală pentru tratarea insomniei și tratarea insomniei cu tratamente precum controlul stimulilor și terapiile de relaxare. Medicamentele hipnotice sunt la fel de eficiente în tratarea insomniei pe termen scurt, dar efectele lor se atenuează cu timpul din cauza toleranței. Efectele TCC pentru insomnie au efecte susținute și de lungă durată după încetarea terapiei. Adăugarea de medicații hipnotice la TCC nu adaugă beneficii în caz de insomnie. Beneficiile pe termen lung ale unui curs de TCC prezintă superioritate față de substanțele hipnotice farmacologice. Chiar pe termen scurt în comparație cu medicația hipnotică pe termen scurt precum zolpidem (Ambien), TCC prezintă superioritate semnificativă. Așadar, TCC este recomandată ca tratament de primă linie pentru insomnie
Metacogniția este un trend recent în abordarea terapiei comportamentale pentru insomnie.

### Medicații
Mulți oameni cu insomnie utilizează tablete pentru somn și alte sedative. În unele locuri medicațiile sunt prescrise în peste 95% din cazuri. Acestea sunt, în orice caz, tratament de linia a doua. În 2019,  Food and Drug Administration din SUA a declarat că e pe cale să solicite înștiințări în legătură cu eszopiclona, zaleplon și zolpidem din cauza preocupărilor legate de traume serioase ce rezultă din comportamente anormale de somn, precum somnambulismul sau condusul unui vehicul în timpul somnului.
Procentul de adulți care utilizează ajutoare prescrise pentru somn crește cu vârsta. În anii 2005–2010, aproximativ 4% din adulții din SUA cu vârsta de 20 de ani și peste au susținut că au luat ajutoare prescrise pentru somn în ultimele 30 de zile. Ratele de utilizare erau cele mai mici în rândul celor din cel mai tânăr grup de vârstă (cei cu vârsta între 20–39), fiind de aproximativ 2%, de 6% printre cei cu vârsta între 50–59 și atingând 7% printre cei cu 80 de ani și peste. Mai multe femei adulte (5.0%) au raportat utilizarea de ajutoare pentru somn mai mult decât bărbații adulți (3.1%). Procentul de adulți albi non-hispanici care utilizează ajutoare pentru somn este mai mare (4.7%) decât cel de adulți negri non-hispanici (2.5%) și mexicano-americani (2.0%). Nu s-a constatat nici o diferență între adulții negri non-hispanici și adulții mexicano-americani în privința utilizării de medicamente prescrise.

#### Antihistaminice
Ca o alternativă la utilizarea de stupefiante prescrise, există argumente care arată că o persoană obișnuită care caută ajutor pe termen scurt poate găsi ușurare dacă ia antihistaminice care nu necesită prescripție precum difenhidramina sau doxilamina. Difernhidramina și doxilamina sunt utilizate pe larg ca ajutoare neprescrise pentru somn. Acestea sunt cele mai eficiente sedative care nu necesită prescripție care sunt în prezent disponibile, cel puțin în o bună parte din Europa, Canada, Australia și Statele Unite, și sedează mai mult decât unele hipnotice prescrise. Eficiența antihistaminicelor pentru somn poate descrește cu timpul, iar efectele adverse ale anticolinegicelor (precum gura uscată) pot fi de asemenea un dezavantaj al acestor medicamente. În timp ce adicția nu pare a fi o problemă cu această clasă de medicamente, ele pot induce dependență și efecte rebound în urma încetării bruște a utilizării acestora. Pe de altă parte, oamenilor a căror insomnie este cauzată de sindromul picioarelor neliniștite li se pot înrăutăți simptomele în urma consumului de antihistaminice.

#### Melatonina
Argumentele că melatonina joacă un rol în tratarea insomniei sunt în general slabe. Există argumente de calitate slabă că poate accelerat începutul somnului cu 6 minute. Ramelteon, un agonist al receptorilor de melatonină, nu pare să accelereze declanșarea somnului sau cantitatea de somn a persoanei.
Cele mai multe medicamente cu melatonină n-au fost testate în privința efectelor adverse pe termen lung. Melatonina declanșată în mod prelungit poate dezvolta calitatea somnului la vârstnici cu efecte adverse minime.
Studiile arată că copiii care au tulburare de spectru autist sau dizabilități de învățare, ADHD sau boli neurologice asociate pot beneficia de pe urma utilizării melatoninei. Aceasta pentru că ei au adesea probleme cu somnul din cauza tulburărilor pe care le au. De exemplu, copiii cu ADHD tind să aibă probleme cu a adormi din cauza hiperactivității și, ca urmare, tind să fie obosiți în cea mai mare parte a zilei. O altă cauză a insomniei la copiii cu ADHD este utilizarea de stimulanți pentru a-și trata tulburarea. Apoi, copiilor cu ADHD și celor cu alte tulburări menționate, li se poate da melatonină înainte de culcare pentru a fi ajutați să doarmă.

#### Antidepresivele
În timp ce insomnia este un simptom obișnuit al depresiei, antidepresivele sunt eficiente în tratarea problemelor de somn indiferent dacă acestea sunt sau nu asociate cu depresia. În timp ce toate antidepresivele ajută la reglarea somnului, anumite antidepresive precum amitriptilina, doxepinul, mizartapina și tranzodona pot avea un efect sedativ imediat și sunt prescrise pentru tratarea insomniei. Amitriptilina și doxepinul au proprietăți antihistaminice, anticolinergice și antiadrenergice, care contribuie atât la efectele terapeutice ale acestora cât și la profilurile lor cu efecte  adverse, pe când efectele adverse ale mizartapinei sunt în primul rând antihistaminice, iar efectele adverse ale tranzodonei sunt în primul rând antiadrenergice. Mizartapina este cunoscută pentru diminuarea latenței somnului (adică, a timpului de la culcare până la adormire), ajutând la eficiența somnului și crescând cantitatea totală de timp de somn la oamenii care au atât depresie cât și insomnie.
Agomelatina, un antidepresiv melatonergic cu calități de dezvoltare a procesului de somn care nu cauzează somnolență pe parcursul zilei, este licențiat pentru marketing în Uniunea Europeană și TGA Australia. După examinări în Statele Unite, evoluția sa spre a fi în uz a fost întreruptă în octombrie 2011 de către Novartis, care a cumpărat drepturile de a-l lansa pe piață de la compania farmaceutică europeană Servier.
O analiză Cochrane din 2018 a constatat că siguranța consumului de antidepresive pentru insomnie este nesigură, neexistând dovezi care să susțină utilizarea pe termen lung.

#### Benzodiazepinele

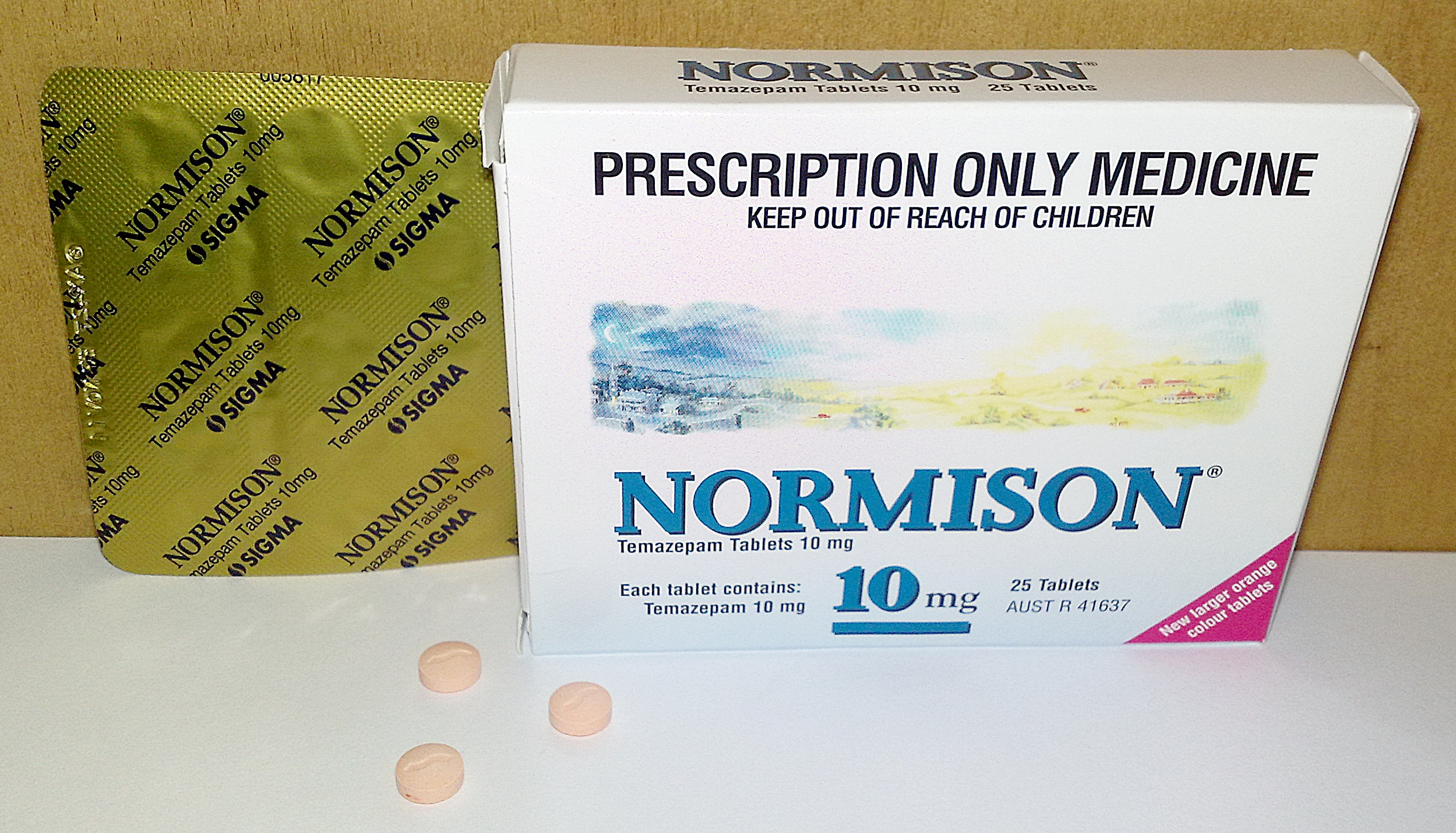
Normison (temazepam) este o benzodiazepină prescrisă în mod obișnuit pentru insomnie și alte tulburări de somn.

Cea mai obișnuit utilizată clasă de hipnotice pentru insomnie sunt benzodiazepinele.:363 Benzodiazepinele nu sunt semnificativ mai bune pentru insomnie decât antidepresivele. Utilizatorii cronici de medicație hipnotică pentru insomnie nu au un somn mai bun decât insomniacii cronici care nu consumă medicație. În fapt, utilizatorii cronici de medicație hipnotică au mai multe treziri regulate în timpul nopții decât cei care nu iau medicație hipnotică. Mulți au concluzionat că aceste medicamente prezintă un risc nejustificat pentru sănătatea individuală și publică și că lipsesc dovezi ale unei eficiențe pe termen lung. Este preferabil ca hipnoticele să fie prescrise doar pentru câteva zile cu cea mai mică doză care are efect și să fie evitate oricând e posibil, în special în cazul bătrânilor. Între 1993 și 2010, prescrierea de benzodiazepine pentru indivizii cu tulburări de somn a descrescut de la 24% la 11% în SUA, fapt ce a coincis cu primul val de nonbenzodiazepine⁠(d).
Medicamentele hipnotice benzodiazepine și nonbenzodiazepine⁠(d) au de asemenea un număr de efecte adverse precum oboseala în timpul zilei, accidente cu vehiculele, deteriorări cognitive și căderi și fracturări. Vârstnicii sunt mai sensibili la aceste efecte adverse. Unele benzodiazepine și-au demonstrat eficiența în păstrarea somnului pe termen scurt, dar pe termen lung benzodiazepinele duc la toleranță, dependență fizică, sindromul abstinenței de la benzodiazepine în urma încetării utilizării și înrăutățire pe termen lung a somnului, în special după utilizarea consistentă în perioade lungi de timp. Benzodiazepinele, în timp ce induc inconștiența, de fapt înrăutățesc somnul - asemenea alcoolului - întrucât dezvoltă somnul ușor în timp ce diminuează timpul petrecut în somn adânc. O altă problemă este că în urma utilizării regulate a ajutoarelor cu acțiune scurtă pentru insomnie poate apărea o anxietate rebound în timpul zilei. Deși există puține argumente în favoarea beneficiilor benzodiazepinelor în caz de insomnie în comparație cu alte tratamente și a argumentelor în favoarea unor prejudicii majore, numărul de prescripții a continuat să crească. Aceasta se explică probabil prin natura lor care creează dependență, atât din cauza întrebuințării greșite și deoarece—prin acțiunea lor rapidă, toleranță și abținere de la ele—îi poate „păcăli” pe insomniaci să gândească că îi ajută să doarmă. Există avertismente generale potrivit cărora utilizarea pe termen lung a benzodiazepinelor pentru insomnie la cei mai mulți oameni este inadecvată și că o înlăturare treptată a acestora este de obicei benefică din cauza efectelor adverse asociate și este recomandată oricând este posibil.
Toate benzodiazepinele intră în mod neselectiv în conexiune cu receptorul GABAA. Unii teoretizează că anumite benzodiazepine (benzodiazepinele hipnotice) au o activitate semnificativ mai mare la subunitatea α1 a receptorului GABAA în comparație cu alte benzodiazepine (de exemplu, triazolam și temazepam au o activitate semnificativ mai mare la subunitatea α1 comparativ cu alprazolam și diazepam, ceea ce le face sedative-hipnotice superioare – alprazolam și diazepam, în schimb, au o mai mare activitate la subunitatea α2 în comparație cu triazolam și temazepam, făcându-i agenți anxiolitici superiori). Modulația subunității α1 este asociată cu efectul sedativelor, deteriorarea motoare, depresia respiratorie, amnezia, ataxia și comportamentul căutător de substanțe. Modulația subunității α2 este asociată cu activitatea anxiolitică și dezinhibarea. Din acest motiv, anumite benzodiazepine pot fi mai potrivite pentru tratarea insomniei decât altele.

#### Alte sedative
Medicamentele care se dovedesc a fi mai eficiente și mai sigure decât benzodiazepinele pentru insomnie sunt într-o zonă de cercetare activă. Medicamente nonbenzodiazepine⁠(d) sedativ-hipnotice, precum zolpidem, zaleplon, zopiclon și eszopiclona, sunt o clasă de medicamente hipnotice care sunt similare benzodiazepinelor în ce privește mecanismul de acțiune și sunt indicate pentru cazuri de insomnie ușoară sau moderată. Eficiența acestora în dezvoltarea timpului pentru somn este mică și au un efect similar—deși cu efecte adverse mai puțin severe în comparație cu benzodiazepinele.
Suvorexant este aprobat de FDA pentru insomniile caracterizate prin dificultăți de început a somnului și/sau de păstrare a somnului. Prescrierea de nonbenzodiazepine are un spor general de la introducerea inițială de piața SUA din 1992, de la 2.3% în 1993 la pacienții cu tulburări de somn la 13.7% în 2010.
Barbituricele, după ce au fost utilizate o dată, nu mai sunt recomandate pentru insomnie din cauza riscului de adicție și alte efecte adverse.

#### Antipsihoticele
Utilizarea de antipsihotice pentru insomnie, deși este obișnuită, nu este recomandată întrucât evidența nu demonstrează vreun beneficiu, iar riscul de efecte adverse este semnificativ. Preocupări legate de efectele adverse sunt mai mari în cazul vârstnicilor.

### Medicină alternativă
Unii insomniaci utilizează ierburi precum valeriana, mușețelul, lavandula, marijuana, hameiul, Withania somnifera și floarea-pasiunii. L-aspartatul de L-arginină, SAH (S-adenozil-L-homocisteina) și peptida ce aduce somn de unde lente  (DSIP) ar putea fi de asemenea de ajutor în ameliorarea insomniei. Este neclar dacă acupunctura este utilă.

## Prognoză
fără date
     sub 25
     25–30.25
     30.25–36
     36–41.5
     41.5–47
     47–52.5
     52.5–58
     58–63.5
     63.5–69
     69–74.5
     74.5–80
     peste 80

Anii de viață ajustați cu incapacitate pentru insomnie per 100,000 de locuitori (2004).
fără date
sub 25
25–30.25
30.25–36
36–41.5
41.5–47
47–52.5
52.5–58
58–63.5
63.5–69
69–74.5
74.5–80
peste 80

Un studiu făcut pe 1.1 milioane de rezidenți din Statele Unite a constatat că cei care au afirmat că dorm aproximativ 7 ore pe noapte au rate mai mici ale mortalității, în timp ce cei care dorm mai puțin de 6 ore sau mai mult de 8 ore au rate mai mari ale mortalității. A dormi 8.5 sau mai multe ore pe noapte este asociat cu o rată de mortalitate de 15%. Insomnia severă – a dormi mai puțin de 3.5 ore în cazul femeilor și mai puțin de 4.5 ore în cazul bărbaților – este asociată cu o creștere cu 15% a ratei mortalității.
Cu această tehnică, este dificil de distins între lipsa somnului cauzată de o tulburare care este de asemenea cauză a morții premature, versus o tulburare care cauzează lipsa somnului, lipsă a somnului ce cauzează moartea prematură. Cea mai multă creștere a mortalității de pe urma insomniei severe a fost scoasă din calcul după controlarea tulburărilor asociate. După controlarea duratei somnului și a insomniei, utilizarea de pilule pentru somn a fost de asemenea asociată cu o rată crescută a mortalității.
Cea mai mică rată a mortalității a fost observată la indivizii care dorm între șase și jumătate și șapte ore pe noapte. Chiar somnul de doar 4.5 ore pe noapte este asociat cu un foarte mic spor al mortalității. Așadar insomnia ușoară și cea moderată în cazul celor mai mulți oameni sunt asociate cu sporirea longevității, iar insomnia severă este asociată doar cu un efect foarte mic asupra ratei mortalității. Este neclar dacă a dormi mai mult de 7.5 ore este asociat cu excesul de mortalitate.

## Epidemiologie
În orice punct din timp, între 10% și 30% din adulți au insomnie și până la jumătate din oameni au insomnie într-un an dat. Aproximativ 6% din persoane au o insomnie care nu este cauzată de o altă problemă și durează mai mult de o lună. Persoanele cu peste 65 de ani sunt mai des afectate decât cele mai tinere. Femeile sunt mai des afectate decât bărbații. Insomnia este cu 40% mai obișnuită în rândul femeilor decât în rândul bărbaților.
Există rate mai mari de insomnie raportate în rândul studenților de la universitate în comparație cu populația generală.

## Insomnie completă
În anul 2009 ucraineanul Feodor Oleg Nesterciuk suferă de o formă de insomnie necunoscută. Niciun tratament sau medicație contra insomniilor sale nu l-au putut ajuta să doarmă măcar o oră în decursul unei perioade de 20 de ani.
În iulie 2014 Thai Ngoc din Vietnam a declarat că nu a mai dormit de 40 de ani.